# Saint-Amand-de-Belvès
Saint-Amand-de-Belvès – miejscowość i dawna gmina we Francji, w regionie Nowa Akwitania, w departamencie Dordogne. W dniu 1 stycznia 2016 roku z połączenia czterech ówczesnych gmin – Belvès oraz Saint-Amand-de-Belvès – utworzono nową gminę Pays de Belvès. W 2013 roku populacja Saint-Amand-de-Belvès wynosiła 113 mieszkańców. 